# Leisnig
Leisnig település Németországban, azon belül Szászország tartományban. Lakosainak száma 8177 fő (2023. december 31.). Leisnig Colditz, Großweitzschen és Hartha községekkel határos.

## Népesség
A település népességének változása:
| Lakosok száma | 8386 | 8277 | 8257 | 8207 | 8249 | 8177 |
|               | 2015 | 2017 | 2019 | 2021 | 2022 | 2023 |

## Ismert szülöttjei
- Petrus Apianus (1495–1552) tudós
- Friedrich Olbricht (1888–1944) második világháborús katonatiszt